# Klopfsäge

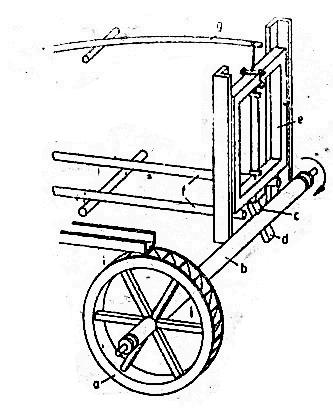
Prinzip der Klopfsäge. Legende: a) Mühlerad b) Wellbaum c) Lupfarm d) Lupfarm e) Sägegatter f) Ruten g) Langbaum

Eine Klopfsäge oder Plotzsäge, in der Schweiz auch Schlegelsäge, ist eine einfache Bauart einer Gattersäge mit Antrieb durch Wasserkraft. Diese Sägetechnik wurde erstmals 1314 im Schwarzwald urkundlich erwähnt und über mehrere Jahrhunderte zum Aufschneiden von Rundholz eingesetzt.

## Funktion
Der Begriff Schlegelsäge leitet sich von einem sehr einfachen Funktionsprinzip der mittels Wasserkraft betriebenen Säge ab. Das Sägegatter wird dabei von einem Schlegel, einer Nocke auf der Antriebswelle des Wasserrades, hochgehoben. In der höchsten Position dreht sich der Schlegel vom Gatter weg, so dass es durch die Schwerkraft nach unten fällt und den Sägeschnitt ausführt. Das fallende Gatter wird durch einseitig eingespannte Holzstangen abgefedert, die Ruten,  was das typisch schlagende, klopfende Geräusch der Anlage ergibt. Ein Teil des Gewichtes des Gatters wird von einer über diesem angebrachten ebenfalls einseitig eingespannten Holzstange aufgenommen, dem Langbaum, der den Fall des Gatters ebenfalls dämpft. Der Schnittvorgang wiederholt sich mit jeder Umdrehung des Mühlerades mehrmals entsprechend der Anzahl Schlegel, es können bis zu drei angebracht sein.
Der Stammwagen mit dem Sägegut wird meist durch eine Klinke vorwärts bewegt, die auf der Seite des Wagens in eine Zahnstange eingreift und über einen Hebelmechanismus vom Gatter angetrieben wird.
Die Baumstämme werden durch das einblättrige Sägegatter in Längsrichtung aufgeschnitten. Ungefähr 1,5 bis 3,5 Festmeter Rundholz konnte eine solche Säge pro Tag zu Schnittholz verarbeiten. Erst die Erfindung der Pleuelsäge, später der Vollgattersäge vergrößerte die Sägeleistung von Gattersägen erheblich.

## Aufbau
Die Schlegelsäge besteht bis auf wenige Eisenteile aus Holz und Stein; da Eisen früher kostbar und teuer war, wurde es nur dort verwendet, wo es unbedingt notwendig war. Der Wellenbaum ist aus Eichenholz.

## Erhaltene Anlagen

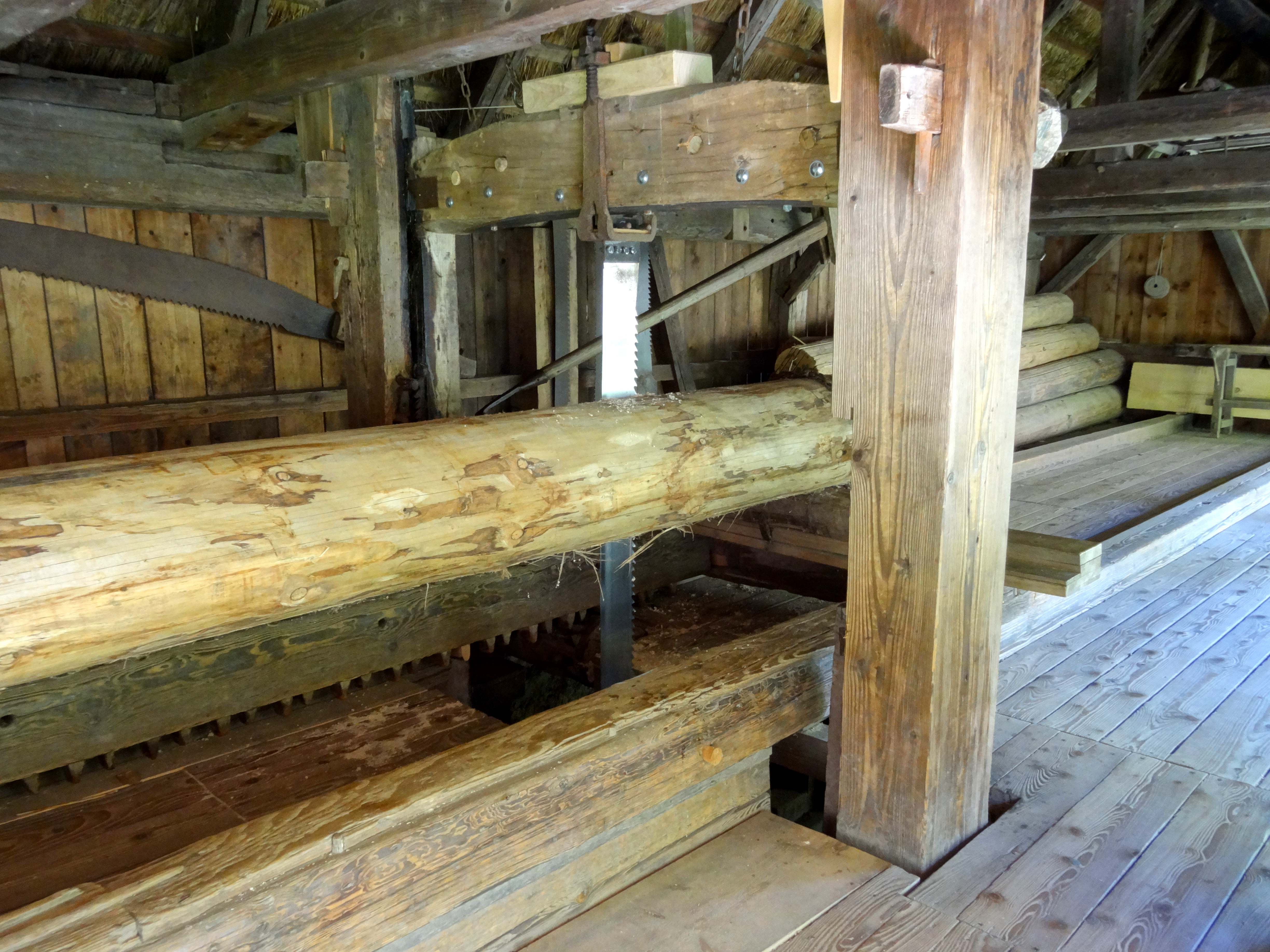
Klopfsäge im Schwarzwälder Freilichtmuseum Vogtsbauernhof

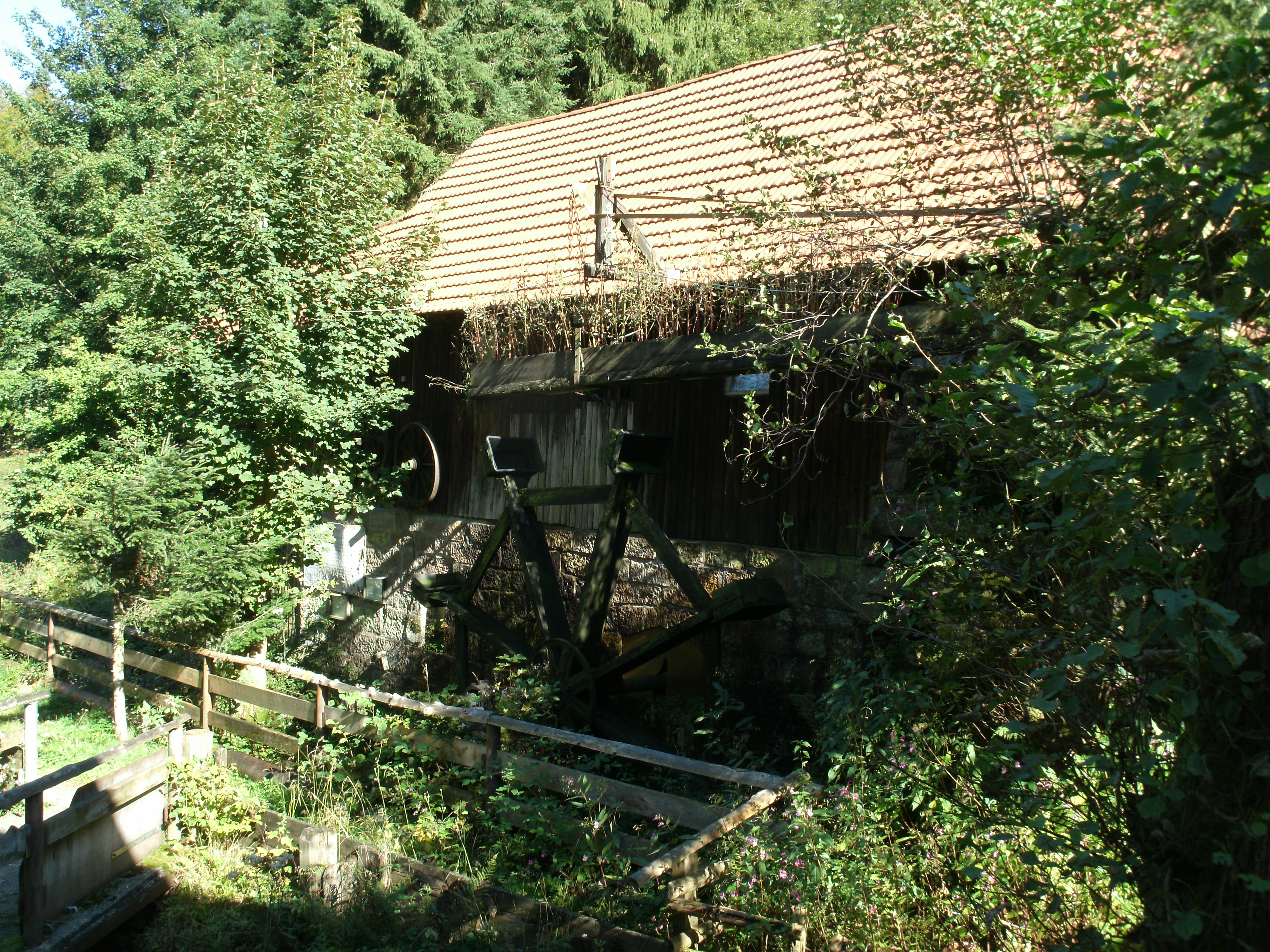
Plotzsägemühle Loffenau

Im Südschwarzwald gibt es bei Fröhnd die Fröhnder Klopfsäge, bei Hinterzarten die Kingenhofsäge im Löffeltal und im Schwarzwälder Freilichtmuseum Vogtsbauernhof eine Säge von 1673. Eine von 1731 stammende Klopfsäge ist die 1879 zu einer Hochgangsäge umgebaute Sägemühle im Ettersbach.
Im Nordschwarzwald gibt es die Plotzsägemühle im Gaistal zwischen Bad Herrenalb und Loffenau. Sie wurde erstmals im 13. Jahrhundert erwähnt und 1699 erneuert.
In der Schweiz gibt es eine einzige funktionsfähige Schlegelsäge in Kleinteil, einem Ortsteil der Gemeinde Giswil rund 30 Kilometer südlich von Luzern. Sie stammt ursprünglich aus dem Schwarzwald und wurde im Jahr 1860 erbaut, in den Jahren 2000 bis 2004 durch freiwillige Helfer restauriert und wieder in Betrieb genommen. Das Wasser treibt mit einem Gefälle von rund 50 Zentimetern das Mühlerad mit einem Durchmesser von 3,2 m mit 24 Kammern zu je 40 Liter an. Der 60 Zentimeter dicke Wellenbaum ist aus Eichenholz.